# Gradicom I (foguete)
O Gradicom I ou PCX-900, é um foguete de sondagem Argentino, lançado em 17 de dezembro de 2009 de Serrezuela,
província de Córdova, com a finalidade de homologar em voo o motor
GRADICOM.

## Especificações
- Massa total: 500 kg
- Altura: 5,25 m

## Motor GRADICOM
Desenvolvido pelo então, Instituto de Investigaciones Científicas y Técnicas de las Fuerzas Armadas CITEFA, sob a direção do vicecomodoro
Carlos Vásquez, para usos diversos, tais como: foguetes de sondagem, mísseis e artilharia de longo alcance, e outras aplicações civis e militares.
O combustível é sólido: HTPB, perclorato de amonia, alumínio e outros componentes.
- Diâmetro: 32 cm
- Altura: 2,5 m[1]